# 卡特·奧斯特曼
凱瑟琳·利·奧斯特曼（英語：Catherine Leigh Osterman，1983年4月16日—）是一名出生於美國德克薩斯州的壘球選手，司職投手。她曾隨隊參加2004年夏季奧林匹克運動會，結果獲得金牌。

## 外部連結
- 官方网站
- 卡特·奧斯特曼的Facebook專頁
- 卡特·奧斯特曼的X（前Twitter）
- 卡特·奧斯特曼的Instagram帳戶